# Butirka
A Butirka (cirill betűkkel Бутырка), hivatalosabban Butirszkaja börtön (Бутырский следственный изолятор; следственный изолятор № 2 г. Москвы; Бутырская тюрьма [Butirszkaja tyurma]) egy oroszországi állami börtön a moszkvai Központi közigazgatási körzetben, a Tveri kerületben. Az orosz főváros legnagyobb fogháza, Oroszország egyik legrégibb és legismertebb intézménye e téren.
Az épület védett építészeti emlék.

## Története
Először – egy tanya területén – épült föl egy kaszárnya a huszárok számára ezen a területen II. Katalin uralkodása idején. Itt tartották fogva és végezték ki Jemelján Pugacsovot 1775-ben. A cárnő 1784-es megbízása alapján Matvej Kazakov, a neves építész tervei szerint épült meg aztán itt a mai börtön.

## Nevezetes egykori rabok
- Jemeljan Pugacsov parasztvezér
- Mahno ukrán anarchista
- Kun Béla egykori népbiztos

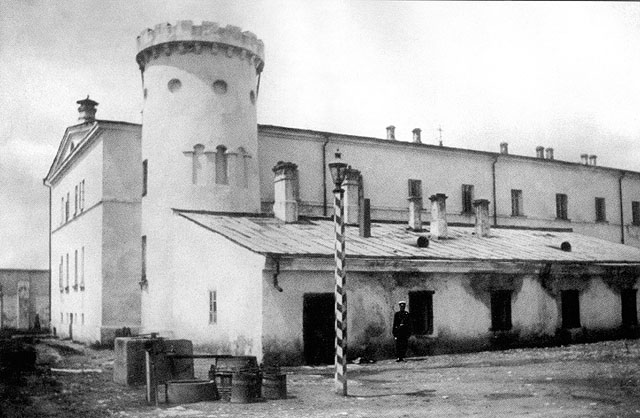
A Butirka börtön 1890-ben

- Heinz Hitler altiszt, Adolf Hitler unokaöccse
- Nyikolaj Dmitrijevics Kondratyjev (1892-1938) közgazdász, az 50-60 éves hosszú konjunktúra ciklusok felfedezője
- Iszaak Babel író
- Vlagyimir Majakovszkij költő
- Lev Trockij politikus
- Feliksz Dzerzsinszkij politikus
- Andrej Nyikolajevics Tupoljev (1888-1972) szovjet–orosz gépészmérnök, repülőgép-tervező
- Varlam Salamov író
- Kliment Vorosilov tábornok
- Bethlen István magyar miniszterelnök
- Stomm Marcel (1890-1968) magyar altábornagy
- Ujszászy István (1894–1948?) magyar vezérőrnagy
- Dezső (Deseö) László (1893-1948) katonai attasé, vezérőrnagy
- Szergej Magnyitszkij